# Фармерке
Фармерке (од енгл.  — „сељак”), су панталоне које се праве традиционално од денима, док се данас праве од разног материјала укључујући памук и сомот. У почетку су се користиле као радно одело, а касније су постале веома популарне међу младима 1950-их. Најпознатији брендови су Левис (енгл. Levi's) и Ренглер (енгл. Wrangler). Данас су фармерке популарне у целом свету и постоје у многим стиловима и бојама.

## Историја
Најранији познати претходник фармерка је дебело индијско памучно платно (енгл. dungaree) из XVI века. Платно се бојило у индиго и тако се продавало морнарима у Бомбају.
Фармерке су први пут биле произведене у Ђенови када је овај град био независна република и поморска сила. Направљене су за припаднике Ђеновљанске морнарице где су се захтевала одела за све временске прилике. Корен енглеске речи jeans односно blue jeans лежи у француском изразу који се у то време користио: blue de Genes.
Леви Штраус (енгл. Levi Strauss), баварски трговац у Сан Франциску, продавао је фармерке рударима по Калифорнији 1850-их. Џејкоб Дејвис (енгл. Jacob Davis) је био кројач који је заједно са Штраусом патентирао фармерке са бакарном дугмади као појачање. Касније фармерке носе остали радници, међу којима и фармери. Тако настаје израз у српском језику.

## Фармерке у Југославији
Фармерке у Југославији су се појавиле шездесетих година двадесетог века. Имали су их само они који су имали рођаке у иностранству. фармерке су могле још једино да се купе у "Комисионима“ по значајно већој цени. Најпознатије марке су биле „Леви Штраус“ али и „Ли“, „Супер Рајфл“. Порекло фармерки „Супер рајфл“ је била вероватно Италија.
фармерке су известан период времена биле забрањене за ношење у школама као „неприхватљиво декадентне за социјалистичку младеж"!. Онај ко би дошао у школу у фармеркама био би враћен кући да се пресвуче и „пристојно обуче“.

### Фармерке из Новог Пазара
фармерке су пре двадесетак година почеле да се производе у Новом Пазару, али као фалсификати познатих фирми. То су биле мале приватне кројачке радионице. Временом, квалитет је био све бољи, тако да је данас Нови Пазар, вероватно, највећи произвођач фармерки у Европи.

## Трендови
У 2014. години, тинејџери су куповали више модне и спортске одеће од брендова као што су Nike и Lululemon, него класичне џинс одеће од брендова као што је Abercrombie & Fitch. Спортска одећа је у 2014. години чинила 28% куповина одеће тинејџера, у поређењу са 6% у 2008. години. У 2014. години, Nike, Lululemon, Under Armour и Adidas били су најпопуларнији брендови спортске одеће међу тинејџерима. Модни ритeјлeри су почели да прилагођавају своје понуде у складу са овим трендом. Bloomberg извећава да се Levi's придржава свог основног производа (денима) уместо да се адаптира потрошачким трендовима.

## Варијације основног типа
- Цигарета: Намењена је за прилепак у области бедара, али није превише стегнута, с тим да је мање стегнута на икрама.[2]
- Украћени: када се дужина гача скрати до мање дужине, негде изнад чланка
- Опуштени.
- Скини: носе се да би истакли фигуру у притегнутом облику.[3]
- Широки; или украћена верзија: појас је изнад стварног појаса власника, материјал испод колена је потпуно одвојен од ноге и пада у правој линији, стандардни тип иде до чланка; украћена верзија: гача се зауставља на пола пута низ потколеницу (или иде даље до чланка).[4][5]
- Мама: джинс с високим струком (изнад пупка) и опуштеној у области бедара, са делом постепено стегнутим.[6]
- Равне гаче: джинс који има исту ширину у проходу гача као и на доњем делу гача, што обезбеђује мало широку посадку.[7]
- Расклашене, или расклашене: често се прилажу области бедара, а затим се прошире од колена наниже.[8]
- Джинс с високим струком је прво био популаризован у 1970-им годинама, али у последњих неколико година његова популарност је порасла.[9] Джинс с високим струком се одликује високим струком, који је изнад пупка. Могу бити тесни, опуштени или широки крој, и обрађени су у различитим бојама и са раличитим техникама избелjивања.